# Buenópolis
Buenópolis – miasto i gmina w Brazylii, w stanie Minas Gerais. Znajduje się w mezoregionie Central Mineira i mikroregionie Curvelo.